# Earth’s Future
Earth’s Future ist eine monatlich erscheinende begutachtete wissenschaftliche Fachzeitschrift, die seit 2013 von der American Geophysical Union herausgegeben wird. Es handelt sich um eine Open-Access-Zeitschrift, deren Artikel unter Creative-Commons-Lizenzen stehen. Der Chefredakteur ist Ben van der Pluijm.
Die Zeitschrift ist transdisziplinär ausgerichtet und publiziert Originäre Forschungsarbeiten, Reviews und Kommentare zum Zustand des Planeten Erde, seiner Bewohner und deren gemeinsamer Zukunft. Im Zentrum steht dabei die Erde als ein vernetztes System im Zeitalter des vom Menschen dominierten Anthropozäns.
Der Impact Factor lag im Jahr 2016 bei 4,938, der fünfjährige Impact Factor bei 5,761. Damit lag die Zeitschrift beim zweijährigen Impact Factor auf Rang 21 von 229 wissenschaftlichen Zeitschriften in der Kategorie „Umweltwissenschaften“, auf Rang 7 von 188 Zeitschriften in der Kategorie „multidisziplinäre Geowissenschaften“ und auf Rang 5 von 85 Zeitschriften in der Kategorie „Meteorologie und Atmosphärenwissenschaften“.